# Pavel Šimko
Pavel Šimko (* 13. Februar 1982 in Poprad) ist ein slowakischer Triathlet.

## Werdegang
Er startete 1995 in Senec bei seinem ersten Triathlon.
2004 wurde er Neunter bei der Aquathlon-Weltmeisterschaft (2,5 km Laufen, 1 km Schwimmen und 2,5 km Laufen).
2008 startete Šimko für die Slowakei bei den Olympischen Sommerspielen in Peking, konnte das Rennen aber nicht beenden.
Sein Spitzname ist „Siki“ und er lebt heute in Poprad.

## Sportliche Erfolge
| Datum/Jahr    | Rang | Wettbewerb                                          | Austragungsort | Zeit     | Bemerkung |
| ------------- | ---- | --------------------------------------------------- | -------------- | -------- | --- |
| 4. Sep. 2011  | 2    | Ironman 70.3 Ireland                                | Galway         | 03:55:59 | |
| 25. Juni 2011 | 43   | ETU European Triathlon Short Distance Championships | Pontevedra     | 01:55:12 | Europameisterschaft                                                                                              |
| 4. Juli 2010  | 41   | ETU European Triathlon Short Distance Championships | Athlone        | 01:49:55 | Europameisterschaft in Irland auf der olympischen Kurzdistanz                                                    |
| 5. Juli 2009  | 45   | ETU European Triathlon Short Distance Championships | Rijssen-Holten | 01:51:53 | |
| 19. Aug. 2008 | DNF  | Olympische Sommerspiele 2008                        | Peking         | –        | |
| 10. Mai 2008  | 6    | ETU European Triathlon Short Distance Championships | Lissabon       | 01:54:02 | Kurzdistanz-Europameisterschaft                                                                                  |
| 1. Juli 2007  | 30   | ETU European Triathlon Short Distance Championships | Kopenhagen     | 01:54:29 | bei der Europameisterschaft auf der olympischen Kurzdistanz (1,5 km Schwimmen, 40 km Radfahren und 10 km Laufen) |
| 16. Juni 2007 | 1    | Alpen-Triathlon                                     | Schliersee     | 02:00:26 | ITU Triathlon European Cup                                                                                       |
| 23. Juni 2006 | 45   | ETU European Triathlon Short Distance Championships | Autun          | 02:06:51 | Triathlon-Europameisterschaft                                                                                    |
| 21. Aug. 2005 | 47   | ETU European Triathlon Short Distance Championship  | Lausanne       | 02:07:45 | Kurzdistanz-Europameisterschaft                                                                                  |

| Datum/Jahr    | Rang | Wettbewerb                                         | Austragungsort | Zeit     | Bemerkung                                                                                   |
| ------------- | ---- | -------------------------------------------------- | -------------- | -------- | ------------------------------------------------------------------------------------------- |
| 26. Juni 2016 | 11   | Ironman Austria                                    | Klagenfurt     | 08:38:14 |                                                                                             |
| 8. Aug. 2009  | 13   | ETU Long Distance Triathlon European Championships | Prag           |          | Europameisterschaft auf der Langdistanz (4 km Schwimmen, 120 km Radfahren und 30 km Laufen) |

| Datum/Jahr  | Rang | Wettbewerb                        | Austragungsort | Zeit     | Bemerkung                   |
| ----------- | ---- | --------------------------------- | -------------- | -------- | --------------------------- |
| 5. Mai 2004 | 9    | ITU Aquathlon World Championships | Madeira        | 00:31:55 | Aquathlon-Weltmeisterschaft |

(DNF – Did Not Finish)